# Kúrlovo
Kúrlovo (en rus Курлово) és una ciutat de l'óblast de Vladímir, Rússia. El 2015 tenia 6.348 habitants.

## Geografia
Kúrlovo es troba a 19 km al sud de Gus-Khrustalni, a 79 km al sud de Vladímir i a 192 km a l'est - sud-est de Moscou.

## Història
Kúrlovo fou creat prop d'una fàbrica de vidre, el 1811. Obtingué l'estatus de possiólok el 1927 i el de ciutat el 1998.